# Dekanat Jarocin
Dekanat Jarocin – jeden z 33 dekanatów w rzymskokatolickiej diecezji kaliskiej.

## Parafie
W skład dekanatu wchodzi 9 parafii:
- parafia św. Andrzeja Apostoła – Golina
- parafia Chrystusa Króla – Jarocin
- parafia Matki Bożej Fatimskiej – Jarocin
- parafia św. Antoniego Padewskiego – Jarocin
- parafia św. Marcina – Jarocin
- parafia św. Barbary – Magnuszewice
- parafia św. Mikołaja – Siedlemin
- parafia św. Apostołów Piotra i Pawła – Twardów
- parafia Najświętszej Maryi Panny Wniebowziętej – Witaszyce

Na terenie dekanatu istnieje także parafia wojskowa należąca do dekanatu Wojsk Lotniczych i Obrony Powietrznej Ordynariatu Polowego Wojska Polskiego.
- parafia wojskowa św. Zygmunta - Jarocin

## Sąsiednie dekanaty
Borek (archidiec. poznańska), Czermin, Dobrzyca, Koźmin, Nowe Miasto (archidiec. poznańska), Żerków